# Oost-Indonesië

Oost-Indonesië

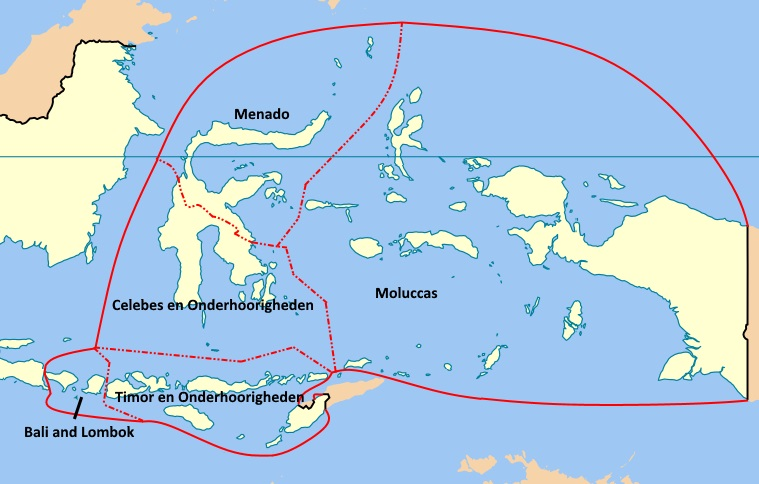
De regio Groote Oost van Nederlands-Indië 1938–1946

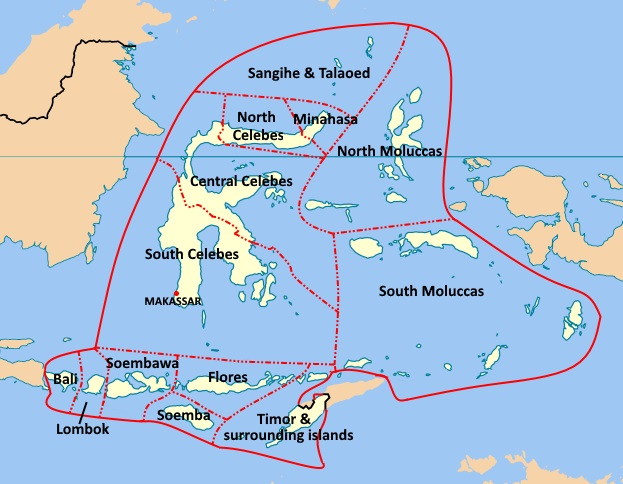
De regio's van de staat Oost-Indonesië 1946-1950

Oost-Indonesië (in het Indonesisch Negara Indonesia Timur) (NIT) was een van de deelstaten (negara's) van de Verenigde Staten van Indonesië (Republik Indonesia Serikat) (RIS). De deelstaat werd op 23 december 1946 opgericht in Den Pasar (Bali) en opgeheven op 17 augustus 1950. Dit was de enige deelstaat van de RIS die echt van de grond kwam. Hij omvatte deels uitgaande van de Wallacelijn alle eilanden ten oosten van Borneo (Celebes, de Molukken en bijbehorende eilanden) en van Java (Bali en de Kleine Soenda-eilanden) met Makassar op Celebes (Sulawesi) als hoofdstad.

## Achtergrond

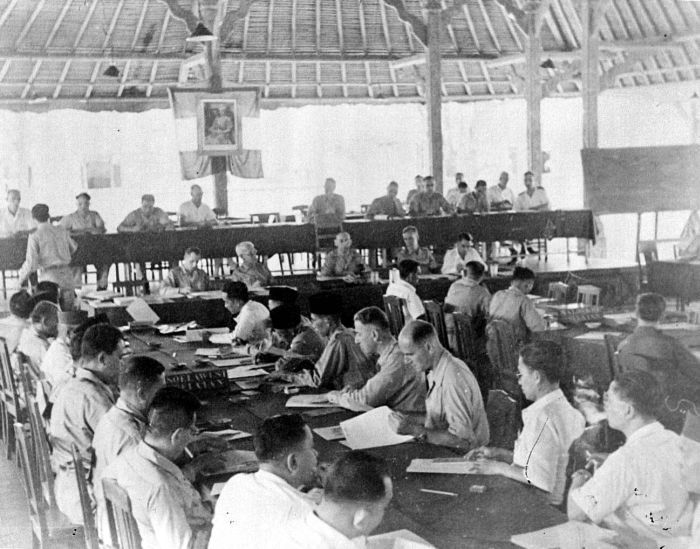
Van 18 tot 24 december 1946 werd ter uitvoering van de besluiten van het overleg in Malino de conferentie te Den Pasar (Bali) gehouden, waar de staat Oost-Indonesië werd gesticht.

Het ontstaan van de deelstaat speelde zich af tegen de achtergrond van het streven naar onafhankelijkheid van Indonesië. Oost-Indonesië was in de eerste jaren na de oorlog grotendeels opnieuw onder Nederlands bestuur gekomen. Luitenant-gouverneur-generaal Hubertus van Mook, de hoogste gezagsdrager in Nederlands-Indië, was van mening  dat het onafhankelijke Indonesië een federatieve staat zou moeten worden (zoals de Verenigde Staten van Amerika). De Nederlandse regering ging akkoord met dat beleid. Van Mook hield daartoe in het plaatsje Malino, dicht bij Makassar op Sulawesi, van 16 tot 24 juli 1946 een conferentie met Indonesische vertegenwoordigers uit Borneo en Oost-Indonesië (toen nog "de Grote Oost" genoemd). Daaruit kwam de oprichtingsvergadering te Den Pasar (18-24 december 1946) op Bali van de Negara Indonesia Timur voort.

## Tegen de wens van de Republik
De Republik Indonesia (RI), die vooral veel macht en invloed had op Java en Sumatra, zag de federalistische politiek als een poging om de Republik te verzwakken en als "verdeel-en-heerspolitiek" van Nederland. Zij pretendeerde alle Indonesiërs te vertegenwoordigen en zou in een federatie teruggebracht worden tot de status van deelstaat. Zij beschouwde de nieuw opgerichte deelstaten als vazalstaten van Nederland en streefde naar een eenheidsstaat (unitarisme). Volgens historicus J.J.P. de Jong was de keuze van Nederland voor een federale structuur niet bedoeld als verdeel-en-heerspolitiek maar een rechtstreeks gevolg van de situatie in de 'Buitengewesten', waar Nederland meer invloed had dan op Java en Sumatra. Volgens de Jong waren de Indonesische federalisten in Malino geen vazallen, maar nationalisten; ook zij streefden naar onafhankelijkheid maar wel in overleg met Nederland, en meer geleidelijk. Het stichten van deelstaten was dan wel een initiatief van het Nederlandse koloniale bewind, maar in de overeenkomst van Linggadjati (1946) was de republikeinse regering (Sjahrir/Sukarno) akkoord gegaan met een federale structuur. Dat werd nog eens bevestigd in de Renville-overeenkomst (1948) en de Van Roijen-Roem-verklaring (1949). Volgens de historica Petra Groen kwam dit beleid ook voort uit bezorgdheid over de positie van de buitengewesten en de minderheden (Chinezen, Arabieren, Indo-Europeanen).

## Nederlandse invloed
In het begin was de Oost-Indonesische regering inderdaad nogal Nederlands georiënteerd. De oprichting van de deelstaat was een initiatief van en mogelijk gemaakt door het Nederlands gezag. Zonder de Nederlandse (financiële, administratieve en militaire) steun kon de deelstaat niet bestaan. Nederlandse bestuursambtenaren, bleven nog lange tijd als bestuurder of adviseur in functie en hadden dus invloed op het beleid. Veelzeggend was bijvoorbeeld dat een Nederlander, M. Hamelink, minister van Financiën was. Wel was het zo dat een democratisch gekozen volksvertegenwoordiging de grondwet zou vaststellen en dat is ook gebeurd. Opmerkelijk was ook dat de eerste voorzitter van het parlement, de jurist Tadjoeddin Noor (Tajuddin Noor) en laatste voorzitter van de inmiddels verboden Partai Nasional Indonesia op Zuid-Celebes, republikein was, maar hij was niet lang voorzitter. Er ontstond meteen onenigheid met het parlement en hij werd afgezet. Later werd hij adviseur van het Republikeinse bewind op Java. In principe zou de deelstaat het beleid bepalen en zouden de Nederlandse bestuursambtenaren het technisch-administratieve werk zouden doen. Volgens historicus Wim van den Doel waren het vooral de zelfbestuurders in Oost-Indonesië die profiteerden van de nieuwe situatie: 
Een van de centrale thema's van zijn (premier Anak Agungs) beleid was het om …...op zeer korten termijn overal in onze negara de besturende bevoegdheden, hetzij op centraal of autonoom niveau aan Indonesische zelfregerende organen en Indonesische functionarissen op te dragen.
Hierbij waren de Nederlandse ambtenaren nog uitsluitend nodig voor het verlenen van 'technische hulp'. Dit betekende niets meer of minder dan de snelle afschaffing  van het Binnenlands Bestuur, omdat de macht zou worden overgedragen aan de zelfbestuurders of daerah's in de staat Waar gebrek was aan voldoende bekwame Indonesische bestuursambtenaren bleven Nederlandse BB-ambtenaren (resident, controleur etc.) in functie. Ook volgens J.J.P. de Jong werden de Nederlandse ambtenaren in hoog tempo door Indonesiërs vervangen.. Daartegen kwamen protesten uit het Nederlandse ambtenarenkorps en niet alle Nederlandse bestuursambtenaren werkten in het begin loyaal mee. Hoe de nieuwe verhoudingen precies lagen, bleek wel uit het conflict tussen de resident van Zuid-Celebes Lion Cachet en minister Anak Agung, waarbij de eerste begin december 1947 weigerde  een Nederlandse commissaris van politie voor straf naar elders over te plaatsen, zoals Anak Agung wilde. Hierop eiste Anak Agung het vertrek van de resident omdat hij een zeker 'onvermogen' had om zich aan de 'nieuwe verhoudingen aan te passen'. Toen van Mook te kennen gaf hier iets anders over te denken, noemde Agung dit 'een belediging en een ergernis ... een ernstige inboeting aan prestige' en dreigde hij met aftreden. Een regeringscrisis kon Van Mook zich niet veroorloven, zodat Lion Cachet werd overgeplaatst naar Bangka. Volgens sommigen was de rol van Nederlandse bestuursambtenaren in het bestuur in de eerste jaren nog even groot als voor de oorlog.

## Overdracht van taken en bevoegdheden
De overdracht van taken en bevoegdheden van de Nederlands-Indische regering (het "Land") naar die van de deelstaat voltrok zich geleidelijk. Een aantal beleidstaken bleven in handen van het Land en zouden later overgaan naar een centrale federale regering, zoals Buitenlandse zaken en Defensie. De Oost-Indonesische federalisten voelden zich daardoor achtergesteld bij de Republik Indonesia, die dat zelf in handen had. Het feit dat de deelstaat niet over een eigen leger beschikte, zou later cruciaal blijken te zijn. Een plan om de staatspolitie beter te bewapenen stuitte op verzet van zowel de Nederlands-Indische regering als die van de Republik. Het Koninklijk Nederlandsch-Indisch Leger (KNIL) zou tot de soevereiniteitsoverdracht de orde in Oost-Indonesië blijven handhaven. Ook dat versterkte het beeld van de NIT als vazalstaat.

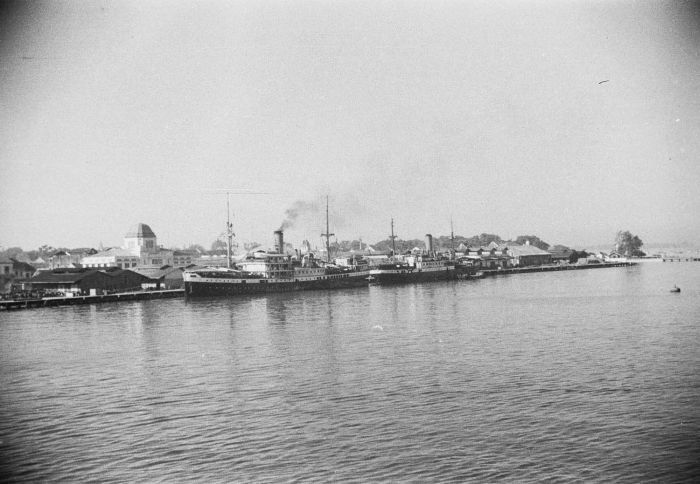
Gezicht op de haven van Makassar (1948)

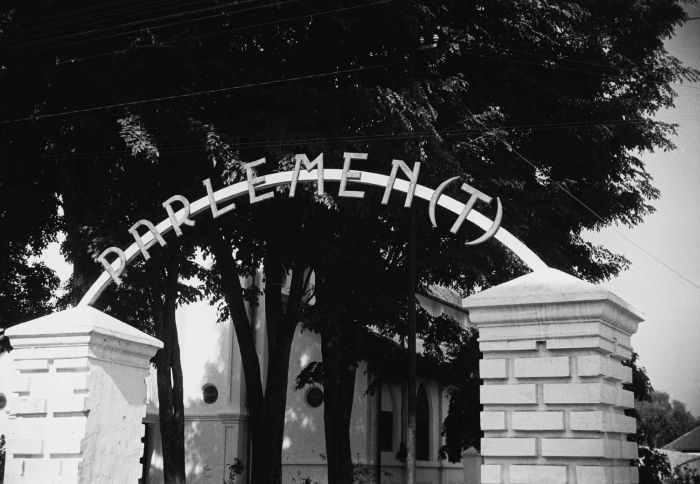
Toegangspoort tot het parlementsgebouw in Makassar (1948)

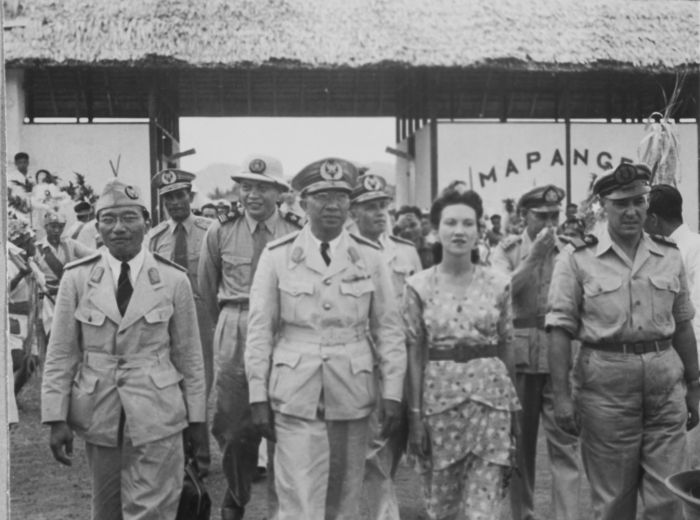
President Sukawati met zijn Franse vrouw tijdens een bezoek aan de Minahasa op Celebes in 1948

## Het eerste jaar: aan de leiband
Tjokorda Gde Rake Sukawati was de eerste en enige president van de deelstaat. Er was voor de oprichtingsvergadering in Den Pasar een voorlopige volksvertegenwoordiging gekozen die later als Voorlopig Vertegenwoordigend Lichaam (VVL) het parlement vormde. De verkiezingen waren min of meer democratisch, dat wil zeggen: er was nog een aanzienlijke invloed van de traditionele adellijke "zelf-bestuurders" (vorsten). Het zelfbestuur door inlandse vorsten, dat wil zeggen een gedeeltelijke autonomie in bepaalde gebieden, was een erfenis van het koloniale bestuur. Verder waren er vergaderbeperkingen voor en verkiezings-boycots door sommige radicale republikeinse groepen (aanhangers van de RI). Een aantal leden waren niet gekozen maar benoemd om de minderheden te vertegenwoordigen. Een groot gedeelte van de plattelandsbevolking was niet politiek geïnteresseerd en het analfabetisme was nog groot. Politieke partijen speelden nog niet zo'n grote rol. Men stemde op een persoon, niet op een partij, voor zover die er al waren.  Toch was er een aanzienlijke "republikeinsgezinde" vertegenwoordiging in het VVL. De invloed van republikeinen op de plattelandsbevolking werd ook steeds groter. Er was dus een stevige republikeinse oppositie. De fractievorming van gelijkgestemde volksvertegenwoordigers vond pas plaats in de praktijk van de parlementaire besluitvorming. De meerderheid steunde de regering zodat die ook nog een tijdlang met blanco volmacht kon regeren. Door onenigheid in het parlement tussen de republikeinen en regeringsgezinden kon er in het eerste jaar niet veel werk verzet worden.
Nadjamuddin, de eerste minister-president, voerde een pro-Nederlands beleid tot hij werd afgezet wegens corruptie. Hij werd opgevolgd door premier Warouw, die nog duidelijker een pro-Nederlandse koers volgde. Het kabinet Warouw echter werd, omdat het de eerste politionele (c.q. militaire) actie steunde, door het parlement met een motie van wantrouwen naar huis gestuurd.

## Een nieuwe koers
Op 15 december 1947 werd Ide Anak Agung Gde Agung minister-president. Deze schoonzoon van Sukawati werd door zijn beleid een gesprekspartner voor de Republik Indonesia. Hij wilde de NIT niet laten gebruiken als tegenwicht tegen de Republik, maar streefde naar samenwerking daarmee, de zogenaamde "Synthesepolitiek". Hij zag daarin ook de enige mogelijkheid om op de lange duur de deelstaat overeind te houden. Hij koos voor het federale systeem, omdat volgens hem regionale belangen op die manier beter behartigd zouden kunnen worden. Federalisten verzetten zich tegen de opvatting dat ze slechts marionetten waren van het koloniale bewind, maar zagen zich als nationalisten in hun eigen recht. Anak Agung slaagde erin de deelstaat een meer onafhankelijke positie te laten innemen. Republikeinsgezinde ministers werden in de regering opgenomen. De Republik erkende als gevolg daarvan in januari 1948 de NIT zelfs als toekomstige deelstaat. Dat werd door de NIT-regering gezien als een grote overwinning. Nu waren ook zij erkend als "nationalisten", dat wil zeggen voorstanders van volledige onafhankelijkheid van Indonesië. Het odium van "vazalstaat" en 'marionettenregering" verdween voor een deel. Het gevolg was dat er meer republikeinen in Oost-Indonesië bereid waren tot samenwerking of in elk geval hun verzet tegen de deelstaat matigden. Revolutionaire guerrilla's op Bali staakten hun verzet. Maar de tegenstelling tussen "federalisten" en "unitaristen" bleef. De Nederlandse bestuursambtenaren, die nog in dienst waren van de deelstaat, waren echter over het algemeen loyaal aan de deelstaat-regering, ook als dat inging tegen de politiek van de Nederlands-Indische regering in Batavia, maar de NIT bleef daar wel financieel afhankelijk van.

## Werken aan een centrale federale regering
Anak Agung probeerde de Republikeinse leiders steeds bij het "landelijke" federale overleg te betrekken en wilde ook niet zonder de RI deelnemen aan een voorlopige federale regering. Hij probeerde een onafhankelijke rol te spelen bij het construeren daarvan en riep een conferentie bij elkaar van een aantal deelstaten, "Bijeenkomst Federaal Overleg" (BFO), die een plan ontwierp voor een voorlopig federaal staatsbestuur (FIR) waarin Nederlandse bestuurders het niet meer voor het zeggen zouden hebben. Die regering zou het bewind al op 1 januari 1949 over moeten nemen. Anak Agung probeerde op die manier de Republikeinse leiders over te halen tot deelname aan een interim-regering voor een federaal Indonesië. Lt. gouverneur generaal Van Mook wees dat verontwaardigd af, omdat volgens hem de macht in overgangstijd bij de Indische Regering moest blijven berusten. De Nederlandse regering had meer waardering voor dit plan en er werd een conferentie over belegd in Den Haag. Het plan werd geïntegreerd in het beleidsplan 'Bewindvoering Indonesié in Overgangstijd' (BIO), maar intussen pleegde minister Stikker overleg met premier Hatta van de Republik Indonesia, zonder de BFO daarbij te betrekken. Dit overleg mislukte en dat leidde tot de tweede politionele (c.q. militaire) actie en daarmee was alle overleg voorlopig onmogelijk.
Anak Agung nam het de Nederlandse regering niet in dank af, dat er steeds buiten de BFO om met de Republik werd onderhandeld over belangrijke zaken. Men kreeg daardoor het gevoel niet serieus genomen te worden. J.J.P. de Jong stelt: De deelstaten werden door Nederland alleen bij het overleg betrokken als men daar voordeel bij dacht te hebben. Anak Agung zei daar later over: "wij voelden ons verneukt".Het volgen van dit beleid pleit ook tegen de theorie dat het stichten van deelstaten bedoeld was als verdeel-en-heers-politiek. Het werd wel gehanteerd als middel om druk uit te oefenen op de Republik..Bij de tweede politionele (c.q. militaire) actie trad de regering-Agung af.
Hij formeerde een nieuwe regering en daarna werd de toenadering van Oost-Indonesië tot de Republik nog sterker. Oost-Indonesië eiste de vrijlating en rehabilitatie van de Republikeinse regering, die na de militaire actie was geïnterneerd op Bangka. Pogingen van Nederland om een voorlopige federale regering te vormen zonder de Republik Indonesia werden afgewezen. Anak Agung speelde een bemiddelende rol tussen de RI en Nederland. Nederland stemde in met een terugkeer van de republikeinse regering naar Jogjakarta Dat was een doorbraak. Ter voorbereiding van een rondetafelconferentie met Nederland belegde de BFO een zogenaamde "Inter-Indonesische conferentie" met de Republikeinse regering. Er was een grote mate van overeenstemming tussen de Republik en de BFO.

## Unitarisme of federalisme
In de (voorlopige) volksvertegenwoordiging zat een sterke republikeinse (nationalistische, unitarische) fractie, die twijfels bleef koesteren aan het belang van een deelstaat of deze afwees en aansluiting wilde bij de Republik. Je kunt zelfs zeggen dat een meerderheid republikeinsgezind was, althans wat "buitenstaats" beleid betreft. Er was echter ook een aanzienlijke aanhang van het federalisme. Vasthouden aan bestaande machtsverhoudingen en angst voor overheersing van "Java" speelden daarbij een rol, maar ook de opvatting dat er daardoor betere mogelijkheden tot ontwikkeling van de "buitengewesten" waren. Dat de beduchtheid voor Javaanse overheersing in Oost-Indonesië geen koloniaal verzinsel was, zou men onder andere kunnen afleiden uit de opstand van oorspronkelijk republikeinse guerrilla's onder leiding van Abdul Kahar Muzakkar op Zuid-Celebes tegen de Republik Indonesia ná het oprollen van de N.I.T. Er is zelfs contact gezocht met de RMS (Republiek der Zuid-Molukken). In 1957, dus lang na de opheffing van de deelstaat, kwam het op Celebes (Sulawesi) nog tot een soort van rebellie van bestuurders (Permesta) die het oneens waren met het financiële beleid van de landelijke regering.

## Opbouw van de staat: daerahs en landschappen
De NIT werd opgebouwd uit min of meer zelfstandige provincies, daerahs geheten. Iedere daerah was een federatie van zogenaamde "landschappen". De opbouw door middel van daerahs was moeizaam, ook al omdat er een compromis gevonden moest worden tussen het oude zelfbestuur van inlandse vorsten, die moeite hadden hun positie en macht prijs te geven, en een democratisering van het bestuur. Die democratisering kwam derhalve maar moeizaam op gang. In de "landschappen", waar zelfbestuurders regeerden, en dat waren de meeste, hadden democratisch gekozen raden slechts adviserende en mede-wetgevende bevoegdheden. Het bestuur ging in een aantal daerahs en landschappen over van het Nederlandse Binnenlands Bestuur naar vertegenwoordigende raden.
De daerahs hadden de neiging zelfstandige staatjes te worden. De band van de bevolking met de eigen daerah was sterker dan die met de meer abstracte "negara". Van een "Oost-Indonesisch burgerschapsgevoel" was in 1950 nog nauwelijks sprake. In de Minahasa en op Ambon (Zuid-Molukken) waren sterke separatistische stromingen aanwezig, die een blijvende band met Nederland nastreefden.

## Daerahs
De deelstaat Oost-Indonesië bestond uit dertien daerahs (sub-deelstaten):
1. Daerah Zuid-Celebes
2. Daerah Minahasa
3. Daerah Sangihe- en Talaud-eilanden
4. Daerah Noord-Celebes
5. Daerah Midden-Celebes
6. Daerah Bali
7. Daerah Lombok
8. Daerah Soembawa
9. Daerah Flores
10. Daerah Soemba
11. Daerah Timor en eilanden
12. Daerah Zuid-Molukken
13. Daerah Noord-Molukken

## Soevereiniteitsoverdracht: Afscheid van Anak Agung
Na de soevereiniteitsoverdracht werd de deelstaat onderdeel van de Verenigde Staten van Indonesië (Republik Indonesia Serikat) (RIS). Tijdens de afwezigheid van Anak Agung, vanwege zijn deelname aan de Rondetafelconferentie, was de minister van Justitie Chris Soumokil plaatsvervangend premier geweest. Agung vond hem niet geschikt als opvolger en hij werd het dan ook niet. Dat heeft waarschijnlijk te maken met de anti-republikeinse gezindheid van Soumokil. Het vertrek van Anak Agung (hij werd minister van Binnenlandse Zaken in de centrale regering) is een van de nagels aan de doodkist van de deelstaat geweest. Hijzelf waarschuwde bij zijn afscheid ook, dat de nieuwe regering een zelfbewust en krachtig beleid zou moeten voeren, wilde de deelstaat enige overlevingskans hebben. De tweede politionele/militaire actie en met name ook het in hoog tempo stichten van deelstaten, had het wantrouwen in de federalistische politiek nog vergroot. Federalistische bestuurders werden buiten Oost-Indonesië meestal gezien als collaborateurs met het voormalige koloniale bewind. Ook de mislukte APRA-staatsgreep van kapitein Raymond Westerling op Java, vergrootte het wantrouwen tegen de "federalisten". In het pas gekozen nieuwe parlement van de NIT zat een sterke republikeinse vertegenwoordiging. De meerderheid in het parlement waar de federalistische regering op steunde, was zeer klein en instabiel en de Republik was alsnog vastbesloten een einde aan alle deelstaten te maken. Bij de RTC was afgesproken dat Indonesische soldaten van het KNIL over zouden kunnen gaan naar de APRIS (het officiële leger van de RIS). De NIT-regering hoopte dat dat zo snel mogelijk zou gebeuren, zodat de APRIS-troepen op Celebes voornamelijk uit ex-KNIL-soldaten zouden bestaan. Alleen een dergelijk leger zou de deelstaat overeind kunnen houden. Deze overgang verliep echter zeer traag. In maart 1950 was er op Celebes nog maar één compagnie KNIL-soldaten onder bevel van een zekere Andi Abdul Azis overgegaan naar de APRIS.
Het zag er slecht uit voor het voortbestaan van de deelstaat. In verband daarmee vroeg president Soekawati aan een Nederlandse ambtenaar een onafhankelijkheids verklaring voor een soevereine staat Oost-Indonesië op te stellen. Deze ambtenaar weigerde dat trouwens.

## Centrale regering stuurt troepen: opstand
In het voorjaar van 1950 was de door republikeinen gedomineerde RIS-regering van plan een afdeling van het leger (APRIS), die bestond uit anti-federalistische eenheden van het voormalige republikeinse leger (TNI), naar Celebes (Makassar) te sturen. De regering van de NIT was bang dat dat het einde van de deelstaat zou betekenen en protesteerde daartegen. De tactiek van sommige republikeinse legeronderdelen was: onrust veroorzaken (demonstraties, aanslagen) en dan "in het belang van rust en orde" ingrijpen en een einde maken aan de deelstaat. De sultan van Djokja (minister van Defensie van de RIS), had in december 1949 toegezegd dat er geen troepen zouden komen zonder toestemming van de NIT-regering, maar trok deze belofte later weer in. Ministers uit het Oost-Indonesische kabinet deden nog een beroep op minister-president Hatta, die beloofde de komst van de troepen uit te stellen, maar de troepen kwamen toch. Als reactie daarop kwam het in Makassar tot een opstand van ex-KNIL-militairen onder leiding van luitenant Andi Abdul Aziz. Deze soldaten waren nog maar kort geleden toegetreden tot het APRIS, maar wilden voorkomen dat republikeins gezinde APRIS(ex-TNI)-troepen (hun voormalige vijanden) aan land zouden gaan. Ook zij voorzagen dat dat het einde van de deelstaat zou betekenen en vreesden voor represailles tegen (ex-)KNIL-militairen. De Apris-commandant in Zuid Celebes werd gearresteerd en bij hem werden, naar Azis beweerde, documenten gevonden met een plan om de deelstaat op te heffen. President Sukawati en procureur-generaal, ex-minister van Justitie en ex-vice-premier Chris Soumokil waren samen met een aantal Ambonese onderofficieren (KNIL) de aanstichters van de coup. Het was waarschijnlijk bedoeld als de eerste fase van de stichting van een onafhankelijke staat Oost-Indonesië met Aziz aan het hoofd. Het is ook onwaarschijnlijk dat de deelstaatregering van niets wist, gezien het feit dat de staatspolitie in eerste instantie meewerkte met de opstandelingen. Deze politie stond trouwens onder bevel van procureur-generaal Soumokil. Reeds eerder had de minister-president een opdracht verstrekt aan de staatspolitie om zich te verzetten tegen de komst van anti-federalistische APRIS-troepen. Aziz heeft er waarschijnlijk op gerekend bij de coup steun te krijgen van het nog aanwezige KNIL maar de Nederlandse legerleiding voorkwam dat. Wel sloten een paar honderd Zuid-Molukse KNIL-soldaten zich aan bij de opstand. Soekarno dreigde in een radiorede de opstand met geweld neer te slaan. Daarmee was het lot van de coup en vervolgens ook de deelstaat bezegeld. Aziz besloot op aandringen van Sukawati te gaan onderhandelen in Djakarta en werd daar gearresteerd. De NIT-regering distantieerde zich alsnog van de coup en de opstandige troepen legden de wapens neer. 16 April 1950 landden de republikeinse militairen in Makassar. De staatspolitie werd ontwapend, er ontstond een onoverzichtelijke situatie en er vonden gewelddadigheden plaats. Ook republikeinse guerrilla's (onder leiding van Muzakkar) kwamen op Zuid Celebes uit hun schuilhoeken en pleegden aanslagen. Parlementsleden werden bedreigd, er werd gedemonstreerd tegen de deelstaatregering en voor de Republik. Zuid-Celebes werd vervolgens beheerst door republikeinsgezinde troepen.

## Einde
Sukawati ging overstag en besloot in overleg met onder andere Hatta (premier van de Republik en de RIS) te gaan werken aan een eenheidsstaat. Waarschijnlijk is hij onder druk gezet door te dreigen met onderzoek naar zijn medeplichtigheid aan de coup. De deelstaatregering werd vervolgens door de volksvertegenwoordiging naar huis gestuurd en er kwam een republikeins (unitarisch) gezind kabinet, dat zich onderwierp aan de (RIS-)regering in Djakarta. Bij de stemming over het lot van de regering waren nauwelijks federalisten in het parlement aanwezig. Chris Soumokil, gaf niet op, probeerde steun te krijgen in de Minahassa, wat blijkbaar niet lukte, en week toen uit naar Ambon. Hij beschuldigde de NIT-regering van verraad. 
De meeste daerahs sloten zich vervolgens afzonderlijk aan bij de Republik Indonesia (behalve Zuid-Celebes en de Zuid-Molukken) en in augustus besloot het RIS-parlement de "Verenigde Staten van Indonesië" op te heffen. Daarmee verdween ook het laatste restje Negara Indonesia Timur. De eenheidsstaat Republik Indonesia was een feit. De vraag zou kunnen opkomen of zonder de coup van Aziz de deelstaat nog overlevingskansen zou hebben gehad. Waarschijnlijk niet. Zoals gezegd was de Republik vastbesloten een einde te maken aan de deelstaten en had zij een militair overwicht en een meerderheid in het parlement van de RIS.
De historica Petra Groen zegt hierover: "De Republik stelt in 1945 een eenheidsstaat voor en Nederland een federatie, dit heeft als gevolg dat met de overwinning van de nationalisten ook de eenheidsstaat als uiteindelijke staatsvorm wordt gekozen."
Hoewel Anak Agung, zoals hierboven vermeld, ook een rol speelde in de centrale regering, heeft hij waarschijnlijk de opheffing van de Negara Indonesia Timur altijd betreurd. "Volgens mij had Oost-Indonesië nog vijf jaar met rust gelaten moeten worden.... Als de deelstaat nog vijf jaar met rust gelaten was, dan was het burgerschapsgevoel sterker geweest". Hij weet de liquidatie van de NIT met name aan de politionele (militaire) acties, de opportunistische deelstaten-politiek van Nederland en de coup van Andi Aziz.

## Epiloog: de Republiek der Zuid-Molukken
Tot 1950 waren de Zuid-Molukken ondanks sterk separatistische stromingen op Ambon ook een onderdeel (daerah) van de deelstaat, maar met het onvermijdelijke opheffen van de NIT in zicht, riep, op initiatief van Soumokil, het hoofd van de daerah Zuid-Molukken, Manuhutu, op 25 april in Ambon de onafhankelijkheid van de Republik Maluku Selatan (RMS) oftewel Republiek der Zuid-Molukken uit.. Na een economische en voedselblokkade viel in september op Ambon het Republikeinse leger de RMS aan en veroverde het na een relatief lange en heftige strijd. Op verzoek van de Republikeinse regering weigerden de Nederlandse autoriteiten om Molukse KNIL-soldaten op Celebes te laten terugkeren naar Ambon. De soldaten kwamen, met hun gezinnen, uiteindelijk in Nederland terecht, omdat ze weigerden zich te laten demobiliseren op republikeins grondgebied.
Chris Soumokil, inmiddels president van de RMS, voerde nog jarenlang een guerrilla-oorlog op Ceram tot hij werd gearresteerd en ter dood veroordeeld. Op 12 april 1966, een dag na Pasen, werd Soumokil in de vroege ochtend op het eiland Pulau Ubi Besar geëxecuteerd door een vuurpeloton. Een regering-in-ballingschap bevindt zich tot op de huidige dag nog in Nederland.